# Estação ferroviária Arth-Goldau
A estação ferroviária Arth-Goldau é uma estação ferroviária Suíça situada na localidade de Goldau, cantão de Arth.